# Strănut

Un strănut provocat de inhalarea mirosului de piper

Strănutul este un act reflex declanșat de excitații cu punct de plecare nazal și constând dintr-o expirație forțată cu glota închisă. Cu alte cuvinte, este un proces semi-autonom de curățire a căilor respiratorii ca reacție la pătrunderea unor particule iritante în acestea. Este caracterizat de expulzarea convulsivă a aerului din plămâni. Are loc în următoarele etape:
1. Plămânul acumulează cât mai mult aer printr-o inspirare profundă[2]
2. Ochii se închid datorită unui reflex[3]
3. Glota se blochează pentru moment[4]
4. Diafragma se îngustează, iar presiunea interioară a corpului crește brusc și considerabil
5. Corzile vocale scot un sunet specific însoțit de o expirare bruscă.

Strănutul poate fi provocat de aerul umed sau rece, inspirarea gazelor toxice sau a fumului, praf, depunerile pe căile respiratorii cauzate de boli respiratorii etc. Întrucât prin intermediul strănutului din aparatul respirator sunt eliminate substanțe toxice, neprielnice organismului, acesta poate purta și agenți patogeni. De aceea este recomandat ca în public bolnavii să strănute în batistă.
Conform superstițiilor, se crede că în timpul strănutului omul devine foarte vulnerabil, astfel încât sufletul l-ar putea părăsi ieșind pe gură sau în el ar intra ghinionul sau boala, de aceea se astupă parțial gura. De asemenea, în mai multe popoare se obișnuiește ca cel ce a strănutat să fie binecuvântat. Românii fac asta prin sintagma Fii sănătos! sau Sănătate!. „Codul bunelor maniere” recomandă ca strănutul să fie ignorat.